# We Are The One (티아라의 노래)
《We Are The One》은 티아라의 싱글 음반이다.

## 특징
- 수록곡 We Are The One은 2010년 FIFA 월드컵의 응원송이다.
- 뮤직비디오는 티저 영상과 풀 버전 영상이 존재한다.

## 수록곡
1. We Are The One

## 같이 보기
- We're With You